# Saison 2020 de l'équipe cycliste Alé BTC Ljubljana
La saison 2020 de l'équipe cycliste Alé BTC Ljubljana est la dixième de la formation Alé Cipollini, qui fusionne avec l'équipe BTC City Ljubljana qui en était à six saisons. Elle accède au statut de WorldTeam, la première division du cyclisme féminin. L'effectif est complètement remanié.
Margarita Victoria (Mavi) García apporte la plupart des résultats de l'équipe. Elle est deuxième des Strade Bianche après avoir fait une grande partie de la course seule en tête. Elle est championne d'Espagne sur route et en contre-la-montre. Elle gagne les deux premières étapes du Tour de l'Ardèche, qu'elle conclut à la deuxième place. Marta Bastianelli est en retrait par rapport à l'année précédente. Elle gagne la Vuelta CV Feminas, puis est tout de même deuxième du Circuit Het Nieuwsblad et de l'Omloop van het Hageland, ainsi que quatrième du Grand Prix de Plouay. Jutatip Maneephan est championne de Thaïlande et vainqueur du Tour de Thaïlande. Urška Žigart est championne de Slovénie du contre-la-montre. Finalement, Mavi Garcia est quatorzième du classement UCI et dix-neuvième du classement World Tour. Alé BTC Ljubljana est huitième du classement par équipes UCI et douzième du World Tour.

## Préparation de la saison

### Partenaires et matériel de l'équipe

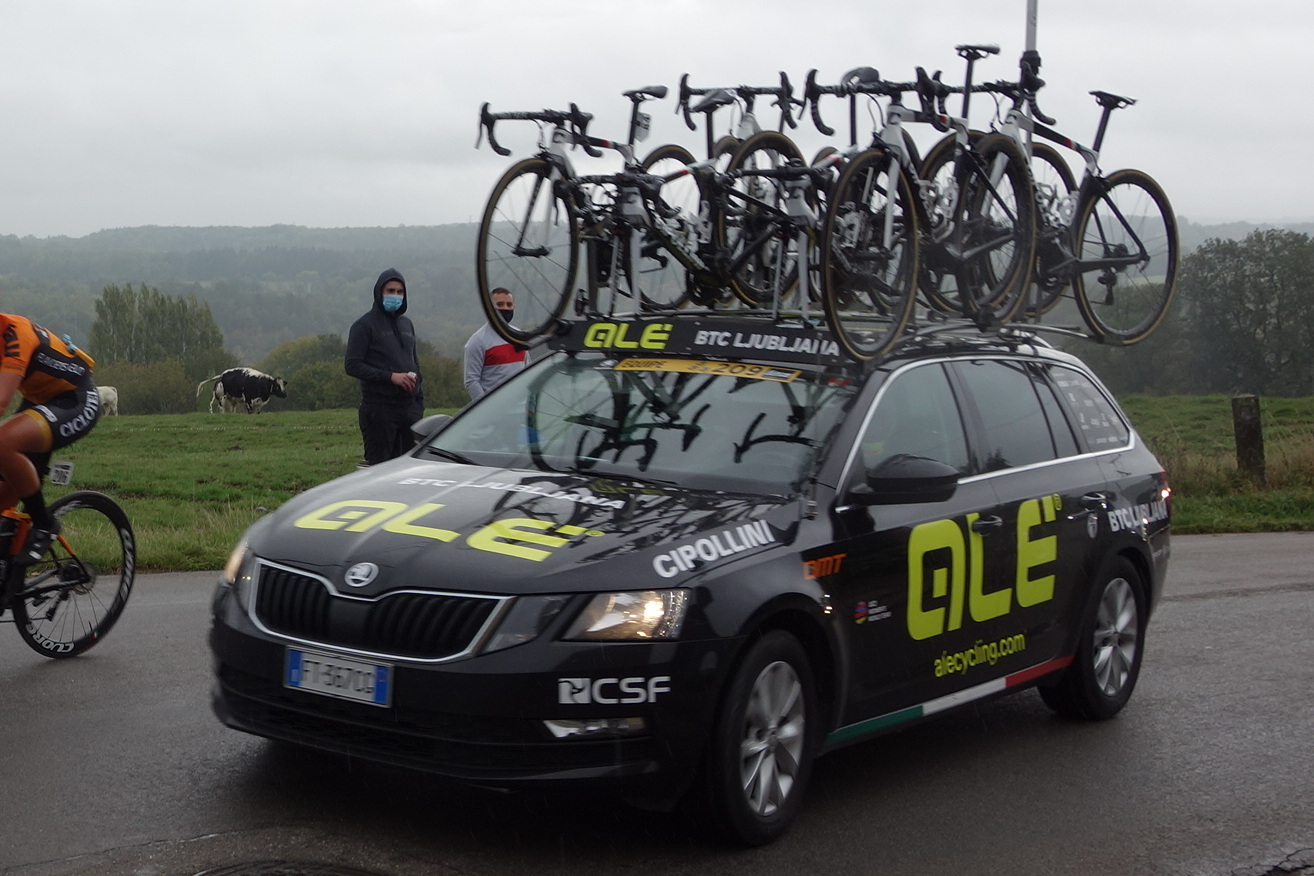
Voiture de l'équipe

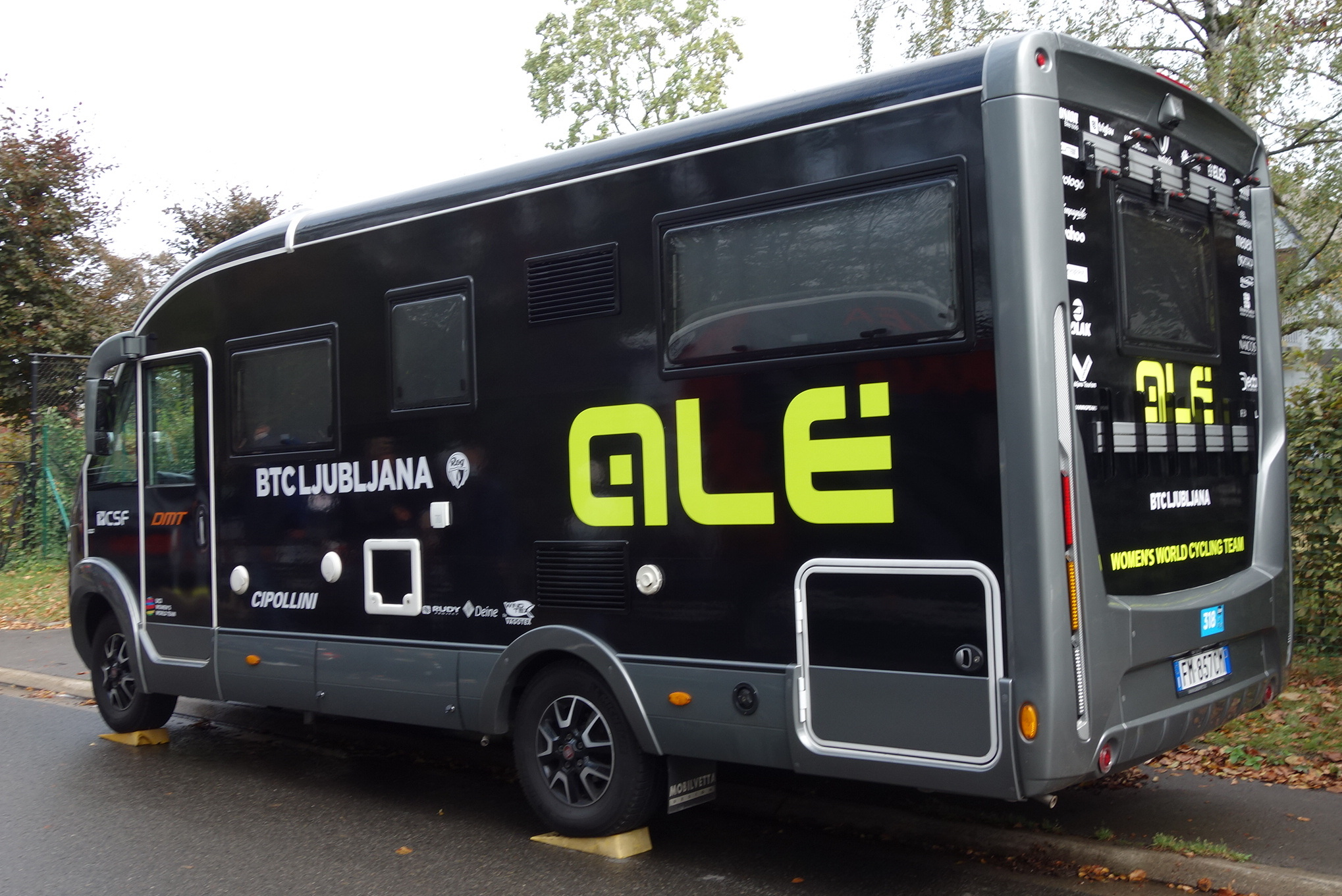
Camping-car de l'équipe

Le premier partenaire depuis la création est Giordana, un fabricant de vêtement adapté au cyclisme. C'est sa gamme de produit Alé qui apparait dans le titre de l'équipe. Le partenaire secondaire de l'équipe est BTC city, un centre commercial situé à Ljubljana.

### Arrivées et départs
L'effectif est complètement remanié. Marta Bastianelli, déjà présente par le passé dans l'équipe, est la principale recrue. Sprinteuse et spécialiste des classiques du Nord, elle a remporté le Tour des Flandres. Tatiana Guderzo est une ancienne championne du monde et rejoint aussi l'équipe. La grimpeuse espagnole Mavi Garcia est une autre recrue de choix, tout comme la Thailandaise Jutatip Maneephan.
Les principaux éléments de l'équipe BTC City Ljubljana sont conservés avec en leader Eugenia Bujak. 
Les départs sont nombreux. La sprinteuse australienne Chloe Hosking en fait partie, tout comme la grimpeuse italienne Soraya Paladin, auteur d'une très bonne saison 2019. Les autres départs sont listés ci-dessous.

#### Alé Cipollini
| Arrivées                  | Équipe 2019      |
| ------------------------- | ---------------- |
| Marta Bastianelli         | Virtu            |
| Tatiana Guderzo           | Bepink           |
| Jutatip Maneephan         | Thailand Women's |
| Margarita Victoria García | Movistar         |

| Départs                 | Équipe 2020          |
| ----------------------- | -------------------- |
| Na Ah-reum              |                      |
| Giorgia Bariani         |                      |
| Jelena Erić             | Movistar             |
| Chloe Hosking           | Rally UHC            |
| Romy Kasper             | Parkhotel Valkenburg |
| Soraya Paladin          | CCC-Liv              |
| Diana Peñuela           | Tibco-SVB            |
| Nadia Quagliotto        | Casa Dorada          |
| Jessica Raimondi        |                      |
| Karlijn Swinkels        | Parkhotel Valkenburg |
| Marjolein van 't Geloof | Drops                |

#### BTC City Ljubljana
| Arrivées | Équipe 2019 |
| -------- | ----------- |

| Départs            | Équipe 2020          |
| ------------------ | -------------------- |
| Anja Longyka       |                      |
| Hanna Nilsson      | Parkhotel Valkenburg |
| Rossella Ratto     | Chevalmeire          |
| Hayley Simmonds    | Ciclotel             |
| Monique van de Ree |                      |

### Effectifs
| Effectif 2020      | Effectif 2020     | Effectif 2020 | Effectif 2020                         |
| Cycliste           | Date de naissance | Pays          | Équipe précédente                     |
| ------------------ | ----------------- | ------------- | ------------------------------------- |
| Marta Bastianelli  | 30 avril 1987     | Italie        | Virtu Cycling Women (2019)            |
| Maaike Boogaard    | 24 août 1998      | Pays-Bas      | BTC City Ljubljana (2019)             |
| Urška Bravec       | 14 décembre 1996  | Slovénie      | BTC City Ljubljana (2019)             |
| Eugenia Bujak      | 25 juin 1989      | Slovénie      | BTC City Ljubljana (2019)             |
| Anastasia Chursina | 7 avril 1995      | Russie        | BTC City Ljubljana (2019)             |
| Mavi García        | 2 janvier 1984    | Espagne       | Movistar Team (2019)                  |
| Tatiana Guderzo    | 22 août 1984      | Italie        | Bepink (2019)                         |
| Jutatip Maneephan  | 8 juillet 1988    | Thaïlande     | Thailand Women's cycling team (2019)  |
| Urša Pintar        | 3 octobre 1985    | Slovénie      | BTC City Ljubljana (2019)             |
| Anna Trevisi       | 8 mai 1992        | Italie        | Inpa Sottoli Bianchi Giusfredi (2015) |
| Eri Yonamine       | 25 avril 1991     | Japon         | Wiggle High5 (2018)                   |
| Urška Žigart       | 4 décembre 1996   | Slovénie      | BTC City Ljubljana (2019)             |
|                    |                   |               |                                       |
| Source : UCI       |                   |               |                                       |

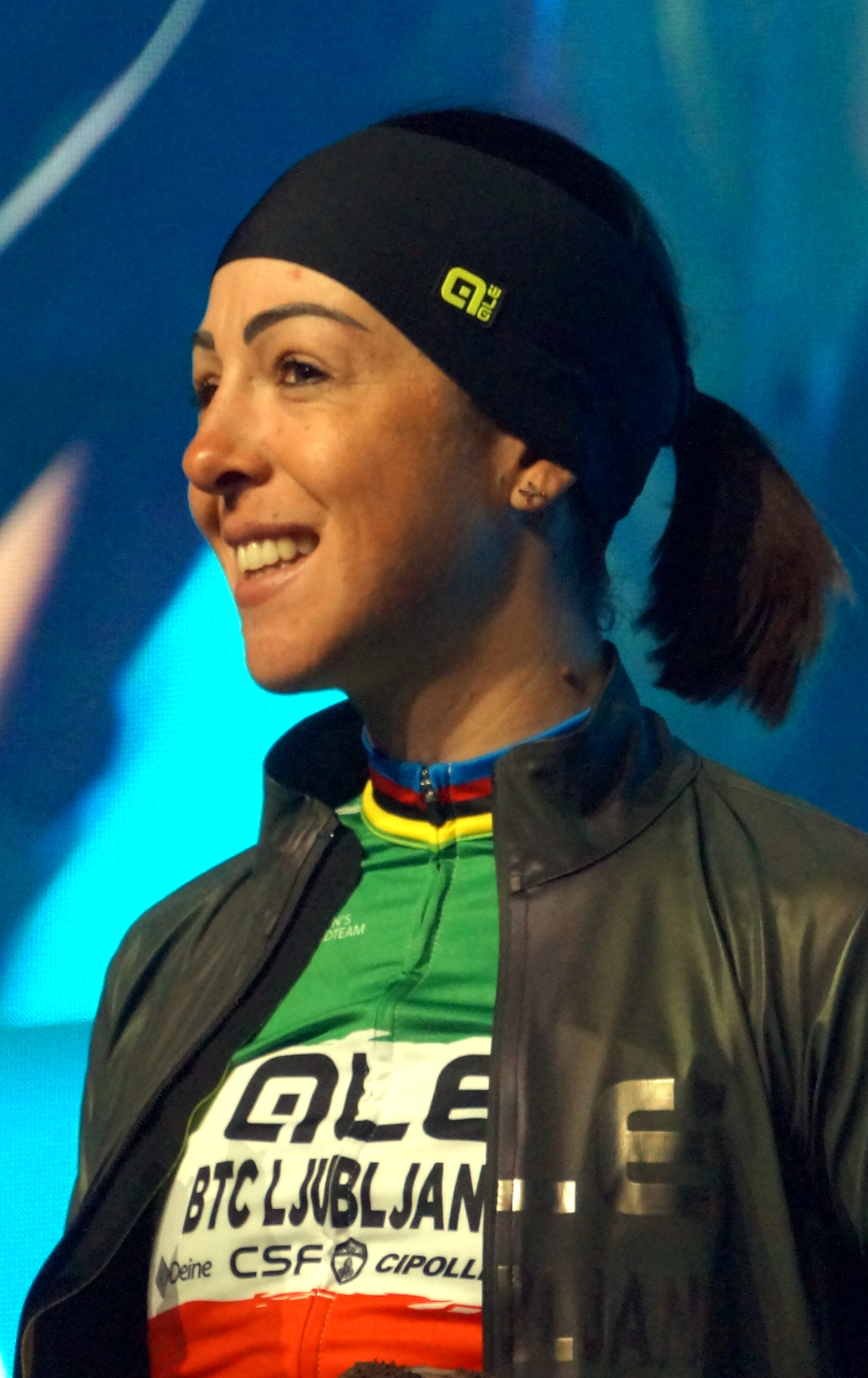
Marta Bastianelli
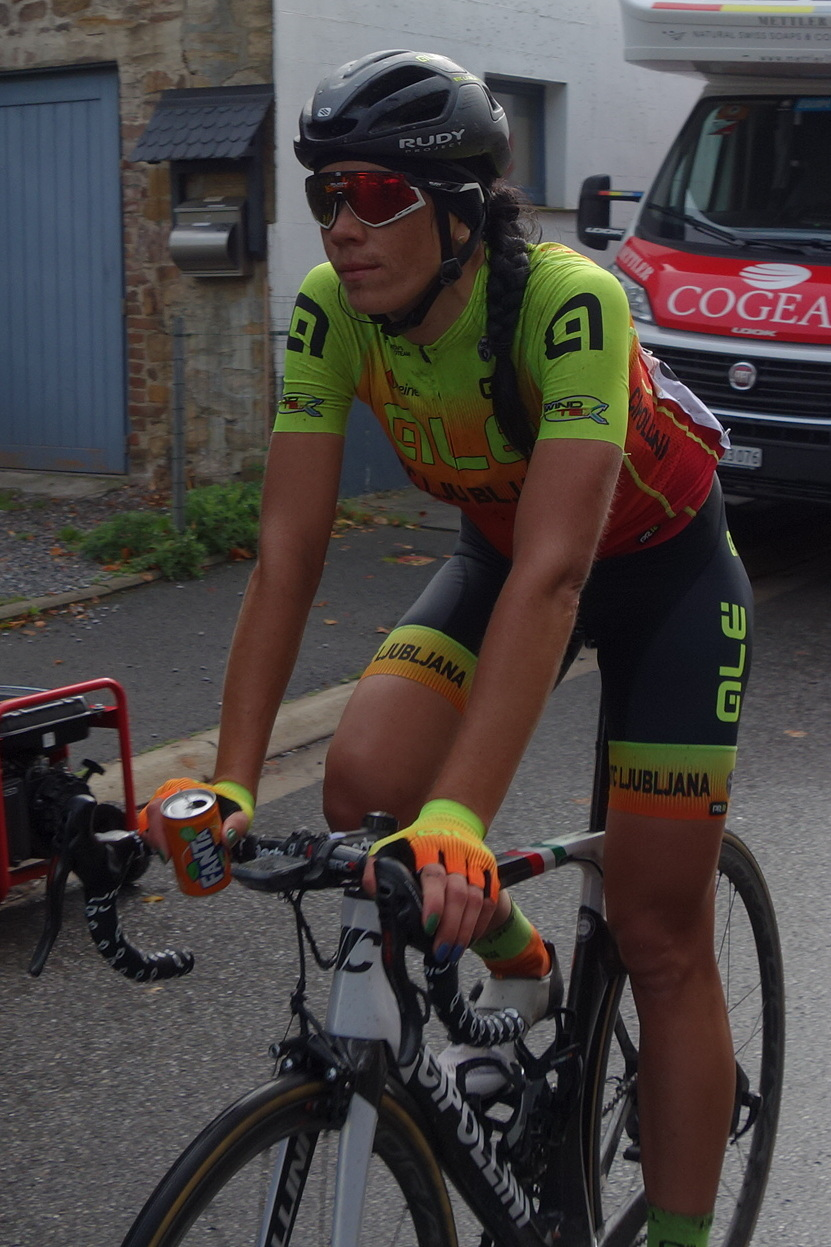
Eugenia Bujak
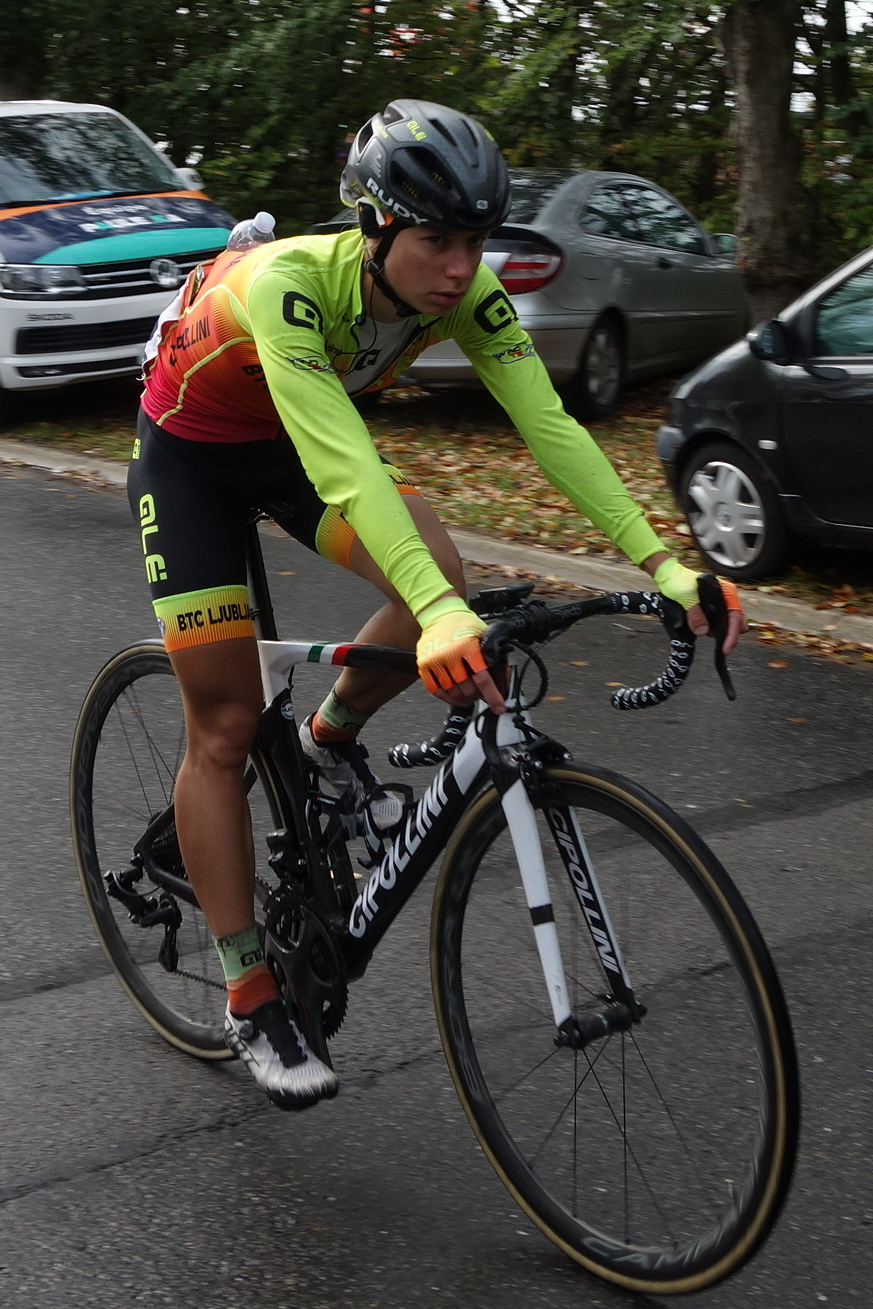
Anastasia Chursina
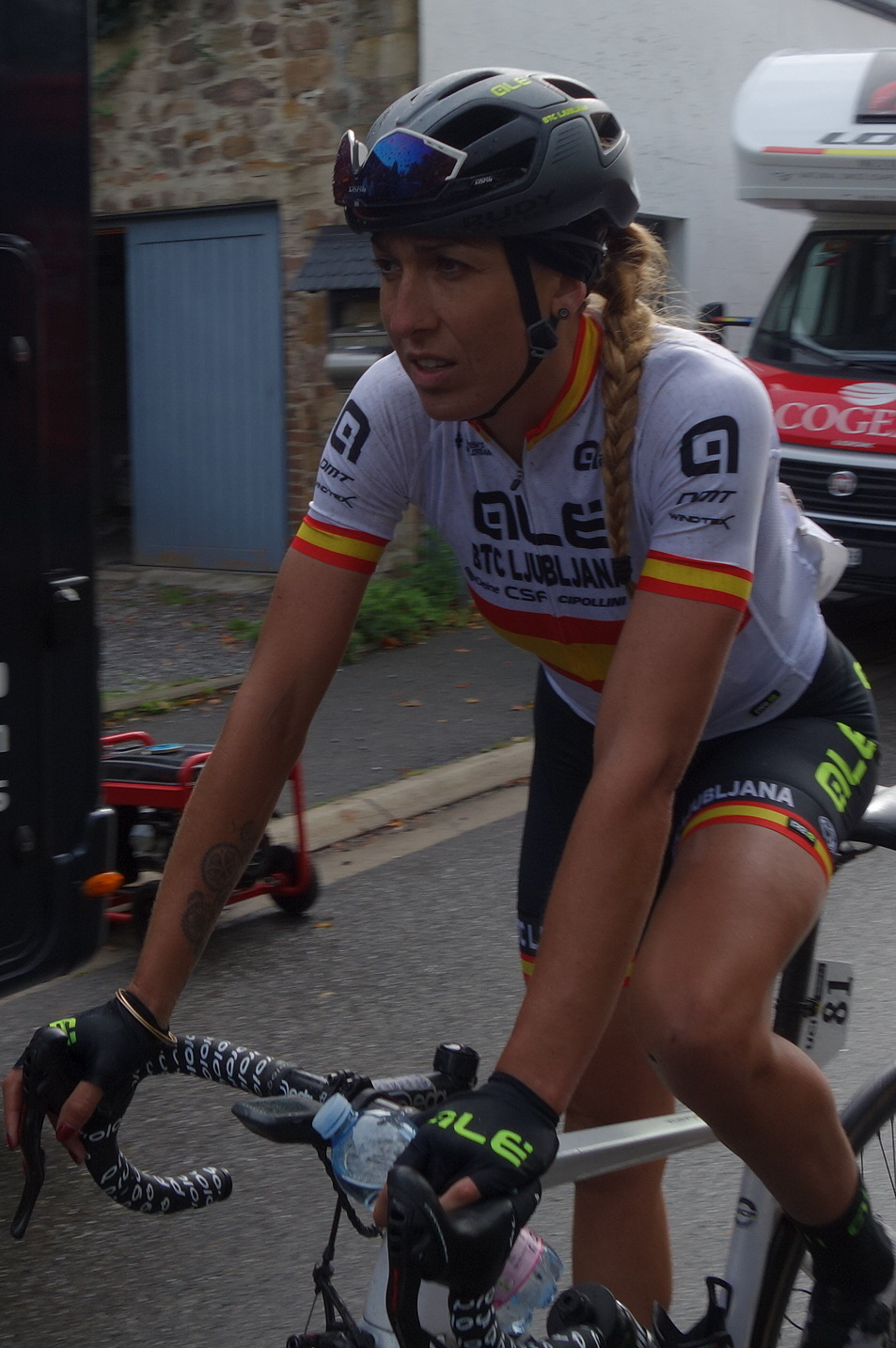
Mavi García
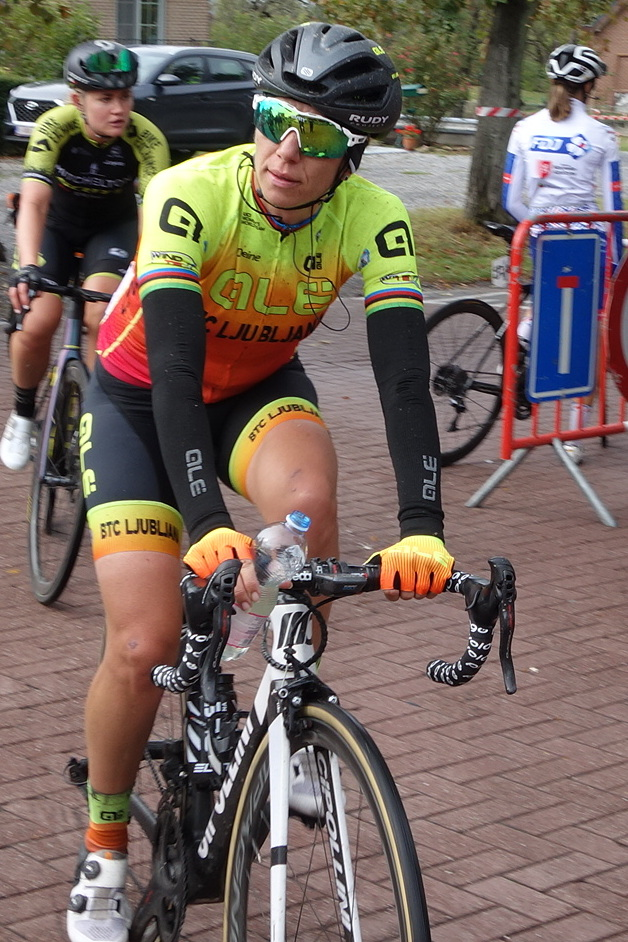
Tatiana Guderzo
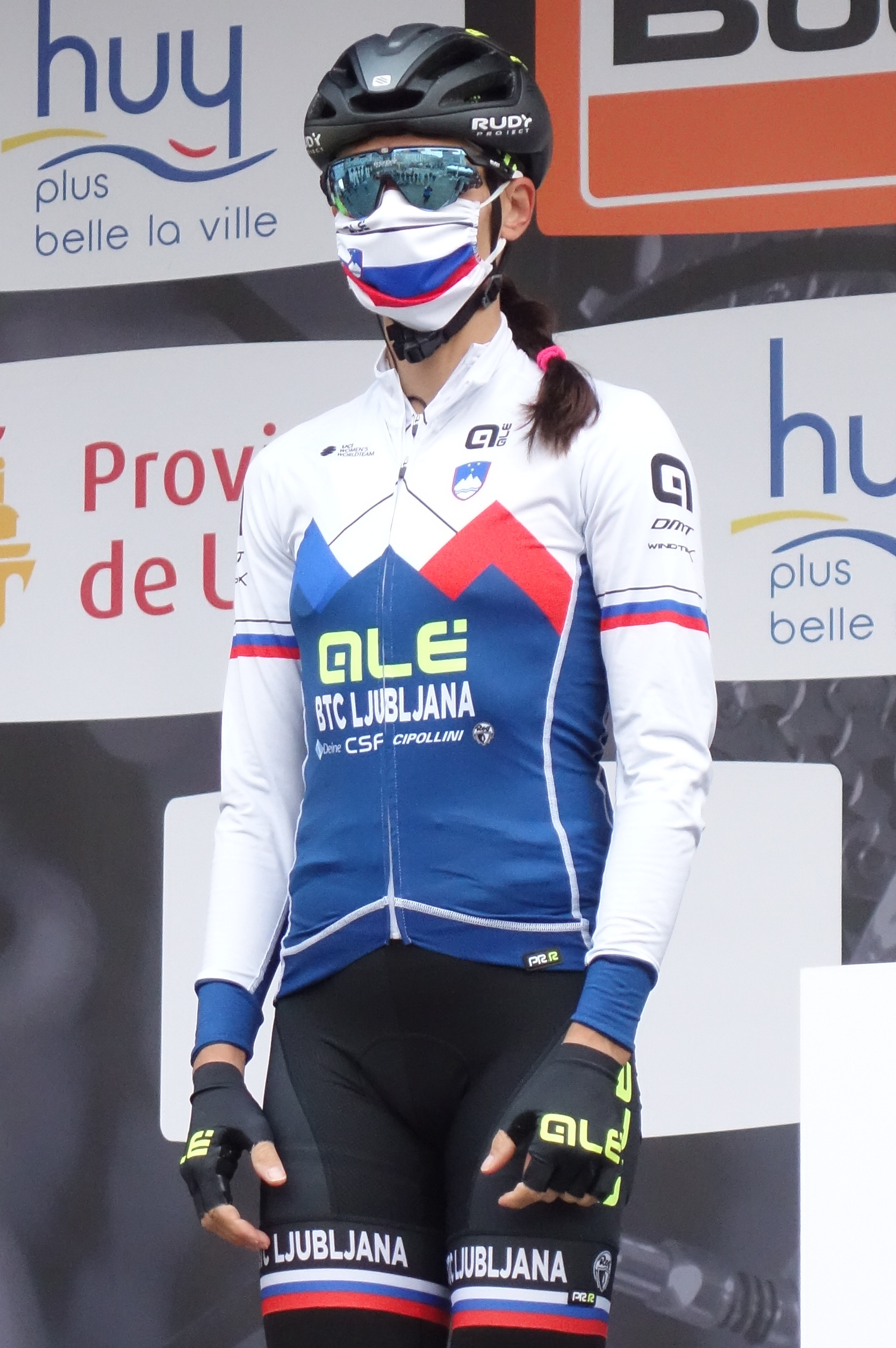
Ursa Pintar
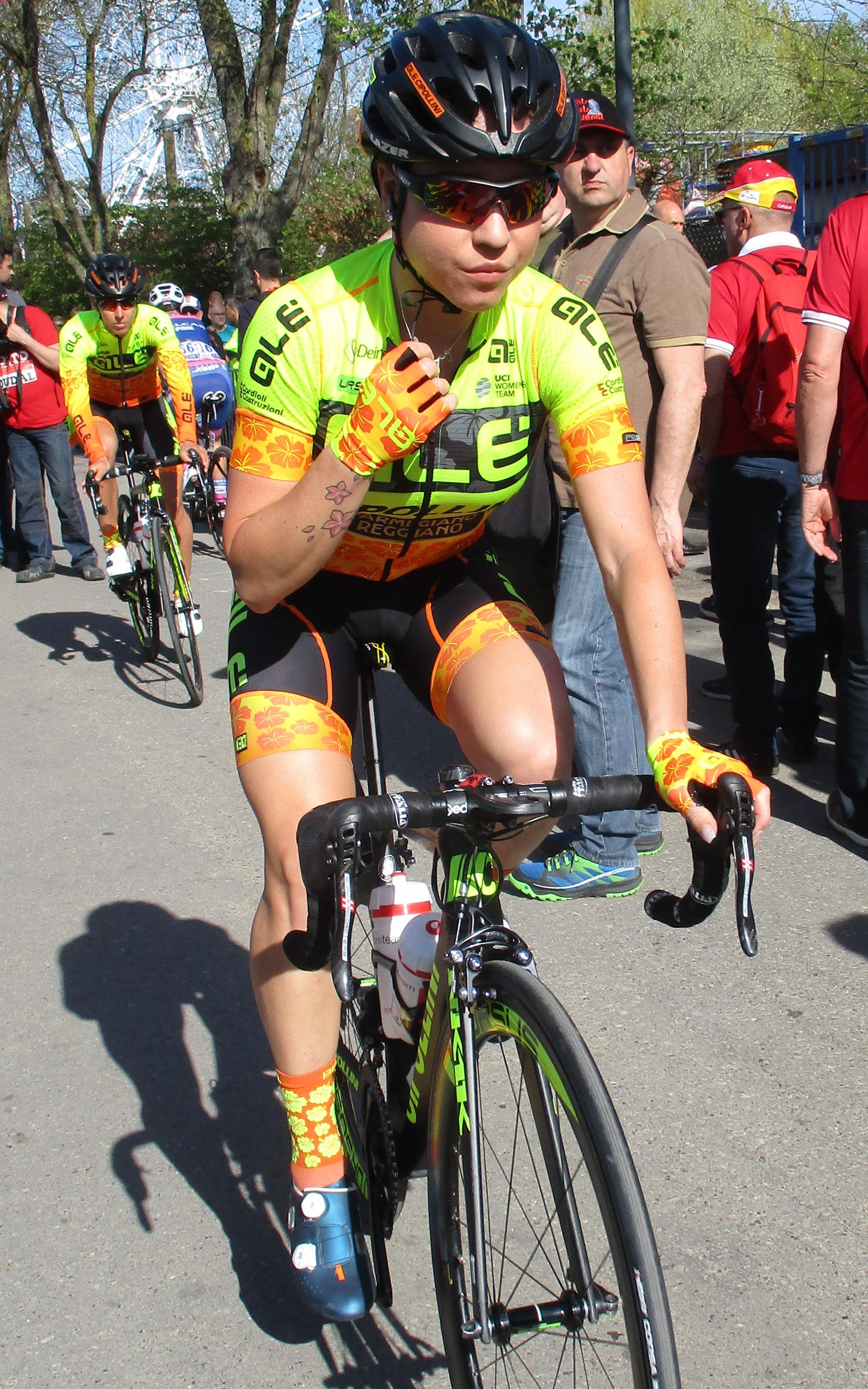
Anna Trevisi en 2018.
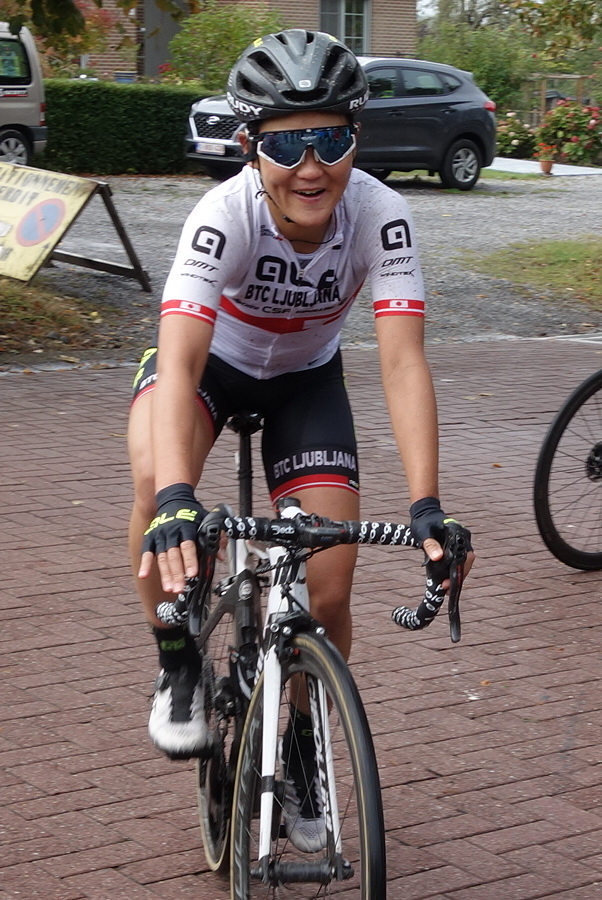
Eri Yonamine

### Encadrement
Alessia Piccolo est la directrice générale de l'équipe. Le directeur sportif est Fortunato Lacquaniti, assisté de Giuseppe Lanzoni, tous trois en provenance d'Alé Cipollini. Le deuxième directeur sportif adjoint est Gorazd Penko en provenance de BTC City Ljubljana.

## Déroulement de la saison

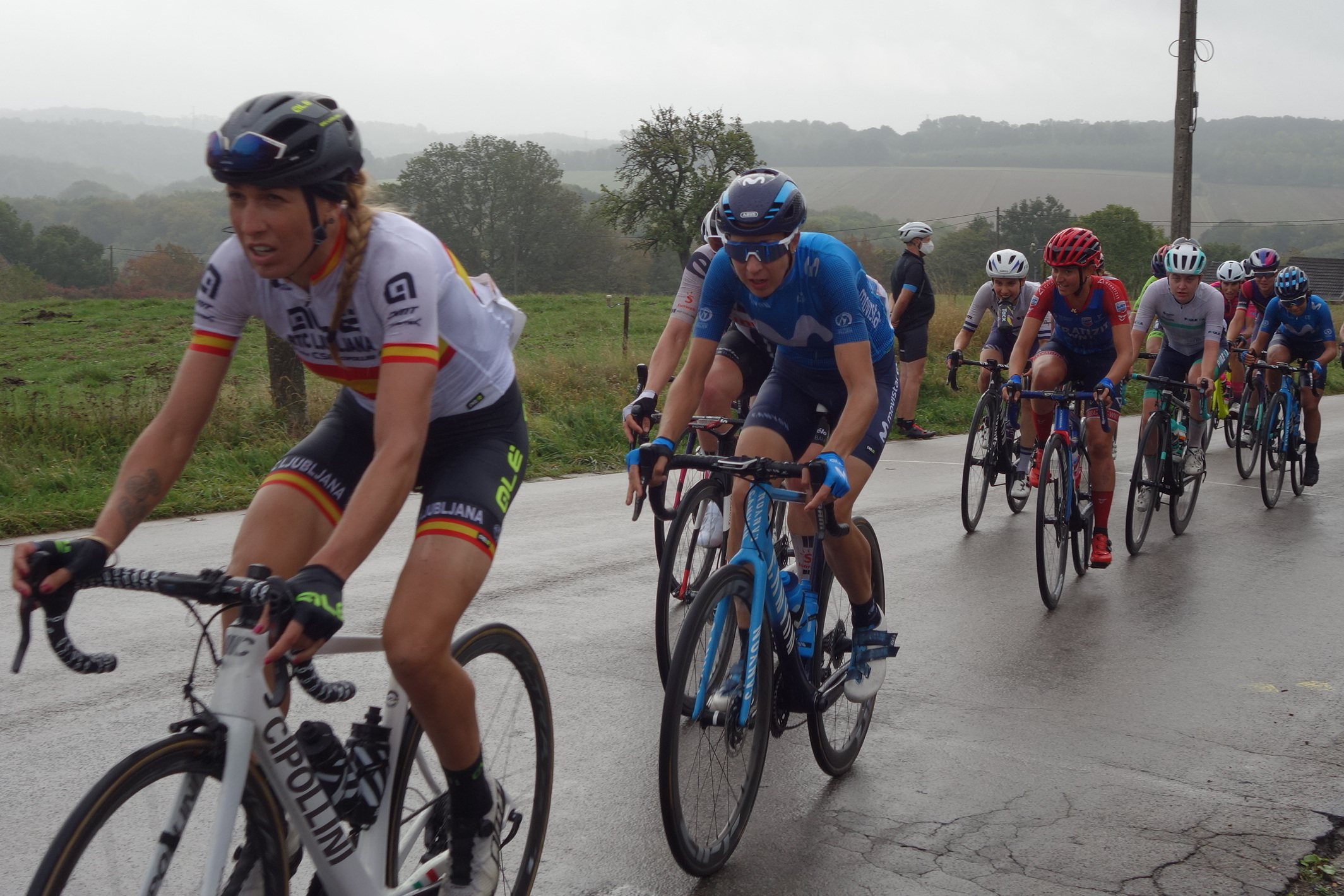
Mavi Garcia à la Flèche wallonne

### Février
En février, Marta Bastianelli gagne au sprint la Vuelta CV Feminas, réduite à une course d'un jour en 2020. Au Circuit Het Nieuwsblad, Marta Bastianelli et Eugenia Bujak font partie du groupe de poursuite qui sort sur le Bosberg derrière Annemiek van Vleuten. Elle règle le groupe au sprint et prend ainsi la deuxième place de la course. Le lendemain, elle est deuxième du sprint au Omloop van het Hageland derrière Lorena Wiebes.

### Août
Aux Strade Bianche, Mavi Garcia fait partie de l'échappée de onze coureuses qui se forme peu avant le kilomètre cinquante. Les grandes équipes étant toutes représentée, leur avance atteint rapidement trente secondes. Mavi Garcia s'extrait peu après seule. Son avance atteint trois minutes sur l'échappée et cinq sur le peloton. Dans les secteurs pentus des vingt derniers kilomètres, son allure ralentit nettement. Dans Colle Pinzuto, Annemiek van Vleuten sort du peloton. Dans le secteur Le Tolfe, Mavi Garcia a toujours une minute trente-cinq d'avance quand Van Vleuten part seule à sa poursuite. Une fois reprise, l'Espagnole s'accroche à la roue arrière de la Néerlandaise. Ce n'est que dans la montée finale vers Sienne qu'Annemiek van Vleuten lâche définitivement Mavia Garcia pour aller s'imposer. L'Espagnole est deuxième.
Les championnats d'Europe se disputent en parallèle du Grand Prix de Plouay, sur le même circuit. Au Grand Prix de Plouay, Marta Bastianelli est deuxième du sprint du peloton, derrière Chiara Consonni, et ainsi quatrième de l'épreuve. À la course by Le Tour de France, Eugenia Bujak prend la treizième place. Au Tour d'Émilie, Urša Pintar se classe quatrième.
Fin août, Mavi Garcia remporte les championnats d'Espagne du contre-la-montre et sur route.  Jutatip Maneephan s'impose sur route en Thaïlande, tandis que Urška Žigart devient championne de Slovénie du contre-la-montre.

### Septembre

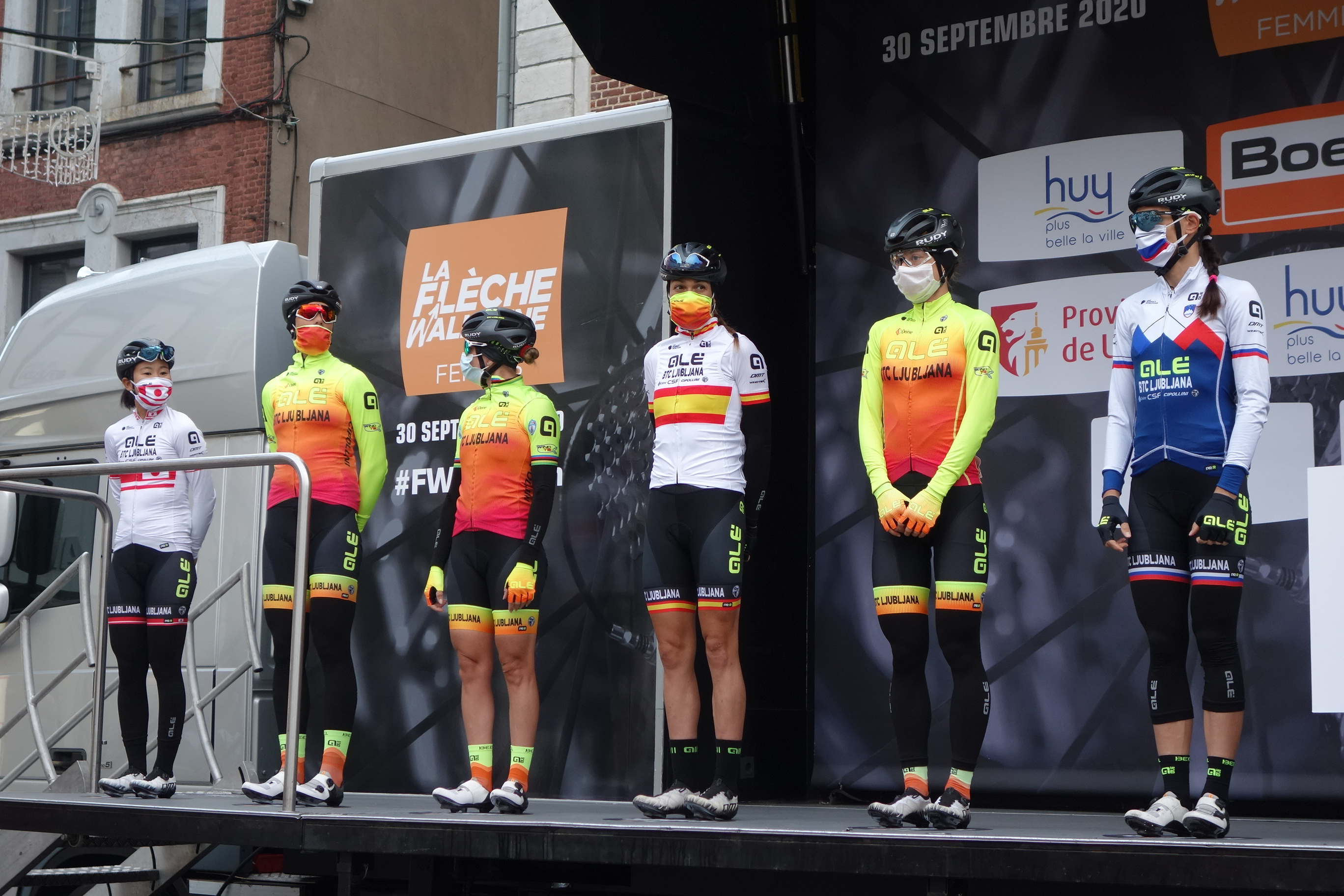
Équipe au départ de la Flèche wallonne

Début septembre, au Tour de l'Ardèche, Mavi Garcia attaque dans la montée vers le sommet de Laoul lors de la première étape. Elle prend rapidement trente secondes d'avance sur un groupe de quatorze poursuivantes. Le lendemain, Urska Bravec imprime un rythme élevé dans le col de la Machine qui provoque une sélection. À dix kilomètres de la ligne, Mavi Garcia, Lauren Stephens et Anna Kiesenhofer se retrouvent en tête. L'Espagnole accélère et lâche Lauren Stephens. Au sprint, elle devance l'Autrichienne et renforce ainsi son maillot rose. Les trois premières du classement général ont alors plus de quatre minutes d'avance sur les autres coureuses. Sur la quatrième étape, Mavi Garcia perd une vingtaine de secondes sur les échappées, Kristen Faulkner et Lauren Stephens . Elle est troisième. Lors de la cinquième étape, Lauren Stephens est de nouveau échappée. Elle finit deuxième de l'étape, mais reprend plus d'une minute à Mavi Garcia qui perd la tête du classement général. Les autres étapes n'apportent pas de modification au classement général. Mavi Garcia est donc deuxième de l'épreuve.
Au Tour d'Italie, Alé BTC Ljubljana est neuvième du contre-la-montre par équipes inaugural quarante-neuf secondes derrière la formation Trek. Mavi Garcia est sixième de la deuxième étape sur les secteurs graviers. Elle est dixième le lendemain. Lors de la quatrième étape, Eugenia Bujak et Elizabeth Banks sortent à quatre-vingt-six kilomètres de l'arrivée. À soixante-dix kilomètres du but, elles possèdent déjà quatre minutes d'avance. L'ascension finale décide de la vainqueur, Eugenia Bujak est deuxième. Sur la septième étape, Mavi Garcia est prise dans la chute à un kilomètre de la ligne, mais peut repartir. Sur l'étape suivante, elle perd trois minute sur Elisa Longo Borghini. Elle est finalement neuvième du classement général.
Sur les championnats du monde, Eugenia Bujak est treizième du contre-la-montre. Sur la course en ligne, à quatre-vingt-trois kilomètres de l'arrivée, Alison Jackson attaque avec Grace Brown. Elles sont rapidement rejointes par d'autres coureuses.  À soixante-cinq kilomètres de l'arrivée, l'avance du groupe est de une minute quinze. Dans la Cima Gallisterna, Eugenia Bujak part en poursuite.  À cinquante kilomètres de l'arrivée, Eugenia Bujak revient sur la tête, mais l'écart n'est plus que d'une minute. Le groupe est repris après le sommet de la côte suivante. Eugenia Bujak se classe quatorzième, Urša Pintar dix-septième et Mavi Garcia dix-huitième.

### Octobre
À la Flèche brabançonne, Mavi Garcia attaque avec Katia Ragusa à cinquante kilomètres de l'arrivée. Les équipes Trek et Sunweb mènent la chasse et elles sont reprises à trente-neuf kilomètres de l'arrivée. Mavi Garcia conclut la course à la neuvième place.
L'équipe Alé BTC Ljubljana n'est finalement pas au départ de Gand-Wevelgem à cause d'un contrôle positif au Covid.

## Victoires

### Sur route
| Victoires | Victoires                                   | Victoires | Victoires | Victoires         | Victoires |
| Date      | Course                                      | Pays      | Classe    | Vainqueur         |           |
| --------- | ------------------------------------------- | --------- | --------- | ----------------- | --------- |
| 9 fév.    | Tour de la Communauté valencienne           | Espagne   | 1.1       | Marta Bastianelli |           |
| 28 juin   | Championnat de Slovénie du contre-la-montre | Slovénie  | CN        | Urška Žigart      |           |
| 21 août   | Championnat d'Espagne du contre-la-montre   | Espagne   | CN        | Mavi García       |           |
| 22 août   | Championnat d'Espagne sur route             | Espagne   | CN        | Mavi García       |           |
| 22 août   | Championnat de Thaïlande sur route          | Thaïlande | CN        | Jutatip Maneephan |           |
| 3 sept.   | 1re étape du Tour de l'Ardèche              | France    | 2.1       | Mavi García       |           |
| 4 sept.   | 2e étape du Tour de l'Ardèche               | France    | 2.1       | Mavi García       |           |
| 14 oct.   | 1re étape du Tour de Thaïlande              | Thaïlande | 2.1       | Jutatip Maneephan |           |
| 15 oct.   | 2e étape du Tour de Thaïlande               | Thaïlande | 2.1       | Jutatip Maneephan |           |
| 16 oct.   | Classement général, Tour de Thaïlande       | Thaïlande | 2.1       | Jutatip Maneephan |           |

### Résultats sur les courses majeures

#### World Tour
| Date            | #  | Course                            | Pays      | Meilleure classée         | Classement |
| --------------- | -- | --------------------------------- | --------- | ------------------------- | ---------- |
| 1er février     | 1  | Cadel Evans Great Ocean Road Race | Australie | Maaike Boogaard           | 25e        |
| 1er août        | 2  | Strade Bianche                    | Italie    | Margarita Victoria García | 2e         |
| 26 août         | 3  | Grand Prix de Plouay              | France    | Marta Bastianelli         | 4e         |
| 29 août         | 4  | La course by Le Tour de France    | France    | Eugenia Bujak             | 13e        |
| 11-19 septembre | 5  | Tour d'Italie                     | Italie    | Margarita Victoria García | 9e         |
| 30 septembre    | 6  | Flèche wallonne                   | Belgique  | Anastasia Chursina        | 16e        |
| 4 octobre       | 7  | Liège-Bastogne-Liège              | Belgique  | Tatiana Guderzo           | 22e        |
| 11 octobre      | 8  | Gand-Wevelgem                     | Belgique  | -                         | -          |
| 18 octobre      | 9  | Tour des Flandres                 | Belgique  | -                         | -          |
| 20 octobre      | 10 | Trois Jours de la Panne           | Belgique  | -                         | -          |
| 6-8 novembre    | 11 | La Madrid Challenge by La Vuelta  | Espagne   | Maaike Boogaard           | 8e         |

Mavi Garcia est dix-neuvième du classement individuel, Alé BTC Ljubljana est douzième du classement par équipes.

#### Grand tour
| Grand tour            | Tour d'Italie                  |
| --------------------- | ------------------------------ |
| Coureuse (classement) | Margarita Victoria García (9e) |
| Accessits             | -                              |

## Classement mondial
| Classement UCI | Classement UCI     | Classement UCI | Classement UCI |
| Coureuse       | Coureuse           | Pays           | Points         |
| -------------- | ------------------ | -------------- | -------------- |
| 14e            | Mavi García        | Espagne        | 922 pts        |
| 21e            | Marta Bastianelli  | Italie         | 657 pts        |
| 35e            | Eugenia Bujak      | Slovénie       | 397 pts        |
| 56e            | Urša Pintar        | Slovénie       | 267 pts        |
| 61e            | Jutatip Maneephan  | Thaïlande      | 240 pts        |
| 76e            | Anastasia Chursina | Russie         | 163 pts        |
| 92e            | Maaike Boogaard    | Pays-Bas       | 140 pts        |
| 97e            | Urška Žigart       | Slovénie       | 133 pts        |
| 124e           | Tatiana Guderzo    | Italie         | 111 pts        |
| 298e           | Urška Bravec       | Slovénie       | 40 pts         |
| 319e           | Eri Yonamine       | Japon          | 38 pts         |
| 514e           | Anna Trevisi       | Italie         | 13 pts         |

Alé BTC Ljubljana est huitième du classement par équipes.